# Герт Єшоннек
Герт Єшоннек (нім. Gert Jeschonnek; 30 жовтня 1912, Лігніц — 18 квітня 1999, Бонн) — німецький офіцер, корветтен-капітан крігсмаріне, віцеадмірал бундесмаріне.

## Біографія
Син директора гімназії Фрідріха Єшоннека і його дружини Анні, уродженої Гардівскі. Молодший брат генерал-полковника люфтваффе Ганса Єшоннека та старший брат оберлейтенант-цур-зее крігсмаріне Вольфа Єшоннека.
1 квітня 1930 року вступив на флот. Пройшов базову підготовку в 2-й дивізії корабельних гармат в Штральзунді, з 1 липня по 9 жовтня — базову морську підготовку на навчальному вітрильнику «Ніоба». З 10 жовтня 1930 по 4 січня 1932 року проходив підготовку на легкому крейсері «Емден», потім знову в дивізії корабельних гармат в Штральзунді і, нарешті, у Військово-морській академії в Мюрвіку. З 28 березня 1933 року проходив курси зброї в Кілі, Фленсбурзі-Мюрвіку і Вільгельмсгафені. З 2 жовтня 1933 року пройшов бортову підготовку фенріха і оберфенріха на навчальному кораблі «Шлезвіг-Гольштейн», з яким в 1934 році взяв участь у подорожі в Осло і Гардангер-фіорд. З 15 лютого по 29 травня 1935 року проходив курс артилерійського офіцера кваліфікації B в школі корабельної артилерії в Кілі.
З 30 травня 1935 року — офіцера взводу на «Шлезвіг-Гольштейні». З 28 вересня 1935 року — навчальний офіцер та інструктор школи корабельної артилерії в Кілі. З 28 вересня 1937 року по 25 червня 1939 року — 2-й артилерійський офіцер на легкому крейсері «Нюрнберг». Потім Єшоннек закінчив курс артилерійського офіцера кваліфікації A в школі корабельної артилерії в Кілі, після чого повернувся на «Нюрнберг». Учасник Польської кампанії. З 15 жовтня 1940 року — навчальний офіцер школи корабельної артилерії в Кілі.
З 1 березня 1941 року по 1 листопада 1943 року — артилерійський офіцер на важкому крейсері «Лютцов». 10 червня 1941 року крейсер в супроводі п'яти есмінців вийшов в похід в рамках операції «Літня подорож», але вже 12 червня був пошкоджений торпедою британського бомбардувальника Bristol Beaufort, повернувся в Кіль і став на ремонт, який тривав до 17 січня 1942 року. В цей час Єшоннек знову працював офіцером та інструктором школи корабельної артилерії в Кілі. З 2 листопада 1943 по 29 лютого 1944 року навчався у Військово-морській академії в Бад-Гомбурзі, після чого до кінця війни був старшим офіцером штабу Управління морської війни ОКМ.
Після закінчення Другої світової війни до листопада 1947 року працював консультантом Німецької адміністрації з розмінування, а потім відповідав за реєстрацію та адміністративну підтримку Рейнського флоту під контролем французької окупаційної влади в землі Рейнланд-Пфальц. За власним бажанням перейшов в Головне управління морського транспорту, пізніше — в Адміністрацію транспорту Об'єднаної економічної зони, в 1949 році — у відділ морського транспорту Федерального міністерства транспорту в Гамбурзі.
15 квітня 1952 року на прохання федерального канцлера став консультантом управління Бланка. Він став одним із перших офіцерів бундесверу, який 12 листопада 1955 року був прийнятий в новий німецький ВМФ. З серпня 1956 по червень 1957 року відвідував Воєнний коледж ВМС США в Ньюпорті, а потім став референтом Командного штабу ВМС. З 1 червня 1958 року — заступник начальника штабу Командувача ВМС НАТО в Європі Фонтенбло. В 1962/63 роках — начальник штабу командування флоту, потім — начальник підвідділу Федерального міністерства оборони в званні адмірала флотилії на посаду начальника підвідділу. В 1965/67 роках — заступником командувача Командування НАТО на підступах до Балтійського моря в Карупі. З 1 жовтня 1967 року — інспектор ВМС. 30 вересня 1971 року вийшов у відставку.

## Сім'я
Одружився з Елізабет Крюземанн. В пари народились 4 дітей.

## Звання
- Кандидат в офіцери (1 квітня 1930)
- Морський кадет (9 жовтня 1930)
- Фанен-юнкер-єфрейтор (1 квітня 1931)
- Фенріх-цур-зее (1 січня 1932)
- Обермат (1 липня 1932)
- Оберфенріх-цур-зее (1 квітня 1934)
- Лейтенант-цур-зее (1 жовтня 1934)
- Оберлейтенант-цур-зее (1 червня 1936)
- Капітан-лейтенант (1 квітня 1939)
- Корветтен-капітан (1 квітня 1943)
- Фрегаттен-капітан (19 листопада 1955)
- Капітан-цур-зее (28 травня 1958)
- Адмірал флотилії (7 серпня 1963)
- Контрадмірал (1 квітня 1965)
- Віцеадмірал (26 травня 1966)

## Нагороди
- Медаль «За вислугу років у Вермахті» 4-го класу (4 роки)
- Німецька імперська відзнака за фізичну підготовку в бронзі
- Залізний хрест 2-го і 1-го класу
- Нагрудний знак флоту
- Хрест Воєнних заслуг 2-го класу з мечами
- Легіон Заслуг (США), легіонер (1 листопада 1968)
- Орден «За заслуги перед Федеративною Республікою Німеччина», великий офіцерський хрест (15 лютого 1971)
- Орден Почесного легіону, командорський хрест (Франція; 1 жовтня 1971)

## Галерея
- Віцеадмірал Єшоннек під час зустрічці канцлера Брандта з командуванням бундесверу (Бонн; 8 грудня 1969).
- Віцеадмірал Єшоннек (другий праворуч) під час візиту федерального президента Густава Гайнемана на тендері «Верра» під час Кільського тижня (Кіль, 20 червня 1971)